# Gevlekte struikzanger
De gevlekte struikzanger (Locustella thoracica, synoniem: Bradypterus thoracicus) is een zangvogel uit de familie Locustellidae.

## Verspreiding en leefgebied
Deze soort komt voor van de centrale Himalaya tot centraal China.